# Anomalophylla morula
Anomalophylla morula är en skalbaggsart som beskrevs av Ahrens 2005. Anomalophylla morula ingår i släktet Anomalophylla och familjen Melolonthidae. Inga underarter finns listade i Catalogue of Life.